# 希默德讷格尔
希默德讷格尔（羅馬化：Himatnagar）是印度古吉拉特邦萨伯尔甘塔县的一个城镇。总人口58267（2001年）。

## 人口
该地2001年总人口58267人，其中男性30582人，女性27685人；0—6岁人口6461人，其中男3579人，女2882人；识字率76.83%，其中男性为81.35%，女性为71.83%。